# 豆戦車

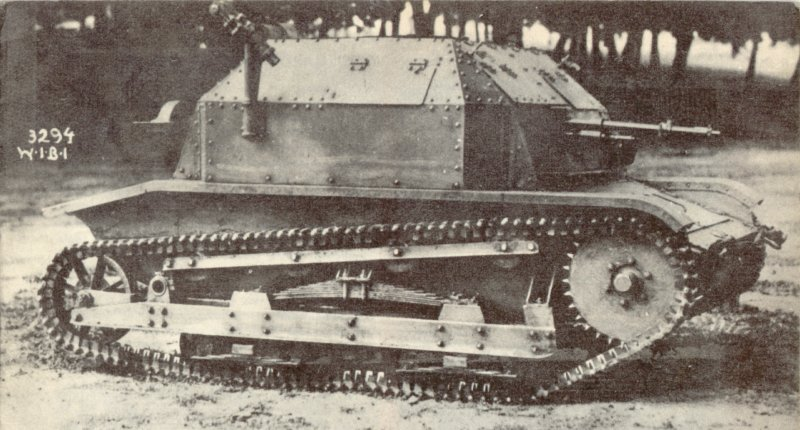
ポーランドの豆戦車、TK-3

豆戦車（まめせんしゃ）は、軽戦車よりさらに小型・軽量・軽装備な戦車。タンケッテ (tankette) や豆タンクとも呼ばれる。
豆戦車は、物資や人員の運搬や牽引を主目的とした「運搬車型豆戦車」（戦闘室に天板無し、武装は車体前面に限定旋回方式で装備）と、戦闘や偵察を主目的とした「戦車型豆戦車」（戦闘室に天板や装甲フードあり。武装は、車体前面に限定旋回方式で装備の他、車両によっては旋回砲塔あり）に大別される。

## 概要
イギリスのカーデン・ロイド豆戦車 (Mk.I-Mk.VI) を豆戦車の嚆矢とするのが定説である。
無限軌道方式の装甲戦闘車輌のうち、重量的に3トン程度を平均として、6トン未満のものを豆戦車に分類することが多く、6トンを超えると軽戦車に分類するのが一般的である（同時期のヴィッカース 6トン戦車が境の指標となっているものと考えられる）。
また、軽戦車が旋回砲塔や火砲に耐える装甲を備えているのに対し、豆戦車は火器として機関銃を備え装甲も小銃弾に耐える程度であるなど、装備の貧弱さでも区別される。
しかし、豆戦車と軽戦車の境は曖昧である。例えば重量の面では6トン近い一方で貧弱な装備しか持たない戦車もある。
また、「豆戦車」という分類は他者による分類であり、開発国や採用国では「豆戦車」と呼んでいないことがほとんどである。
豆戦車の多くは、2名ないし1名で運用し、基本的には砲塔を持たず、武装も機関銃を1ないし2挺備えただけの軽武装であり、装甲も薄く、口径7.62-7.92mmの小銃弾をかろうじて防げる程度の厚さ（数mm-十数mm）しかない。そのため、小銃用の徹甲弾、対戦車ライフル、小銃よりも強力な弾薬を用いる機関銃・機関砲による攻撃を受けると、容易に貫通・撃破される危険性がある。実態は移動機関銃トーチカであり、基本的に対人・対機関銃砲陣地・対非装甲（ソフトスキン）車輌用である。一部には20mm機関砲や対戦車ライフル、対戦車砲・歩兵砲・火炎放射器・ロケットランチャー・迫撃砲を搭載したものもある。
また、エンジンや駆動系に、民間の自動車の部品を流用したものもある。カーデン・ロイド系豆戦車（タンケッテ）の特徴は、自動車用のエンジンやトランスミッション、ブレーキなどを流用したことであった。曲がるときは、あらかじめ加速しておいてから、曲がる側のブレーキをかける、という簡易な仕組みであった。
戦間期の軍縮時代である1920年代末から1930年代末頃にかけて豆戦車数多く生産された。豆戦車は大型の戦車に比べて安価であり、十分な軍備を持つだけの予算のない国家が、後進国相手の戦争や植民地の治安維持を目的に導入した。
実際に対戦車戦闘能力を持たない軍隊に対しては成果を挙げており、イタリア軍によるC.V.33系列のエチオピア軍に対する活躍や、日本軍による九二式重装甲車・九四式軽装甲車・九七式軽装甲車の中国軍に対する活躍などが知られる。また、植民地や占領地における治安維持用兵器として、まずまずの評価を得た。
また、軽量ゆえに低出力エンジンでも高速で燃費が良いという利点もあった。特に道路や港湾などのインフラストラクチャーが整っていない地域では、移動・輸送が容易な豆戦車が重宝された。さらに豆戦車は製造が比較的容易であり、戦車の国産化を目指す国家にとっては、戦車の製造・開発技術の習得の手始めとしてうってつけであった。
直接戦闘以外では、偵察や連絡任務、火砲や物資用カーゴトレーラーの牽引にも用いられた。こうした補助的任務には、一応の装甲と自衛火器を有する豆戦車は有用だった。初めから戦車の名を冠せず、装甲車や牽引車などの名目で開発配備されたものも多い。第二次世界大戦中・戦後に連合軍に使用されたユニバーサル・キャリアは85,000輌以上が生産された。

## 現代の豆戦車
第二次世界大戦中に能力不足がはっきりしたため、大規模に配備している国はない。
一方で「軽戦車よりも軽量・軽武装・低コストな戦闘車輌」という意味では、装輪装甲車が各国で配備されている。

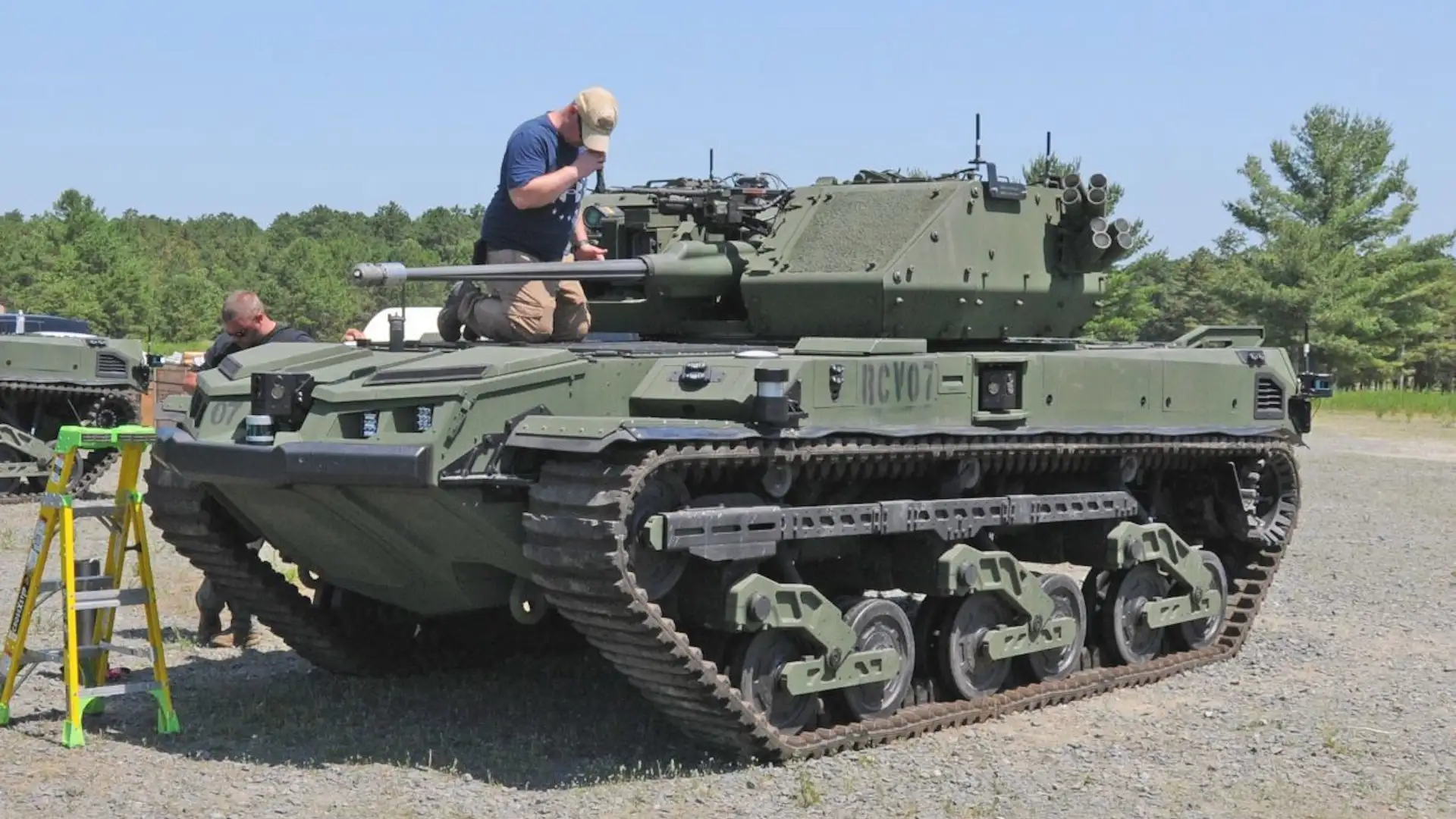
テキストロン・システムズのリップ・ソー M5 完全自律型全電動戦車。30 mm機関砲搭載。重量：7.5 t～10.5 t。2021年

またアメリカ・ロシアなど何装輪/装軌式の無人ロボット兵器を開発しているが、これらの中には豆戦車程度の重量や装備のものもある。

## 車種
イギリス
- A3E1豆戦車
- カーデン・ロイド豆戦車（MkI-MkVI）
- カーデン・ロイド哨戒戦車 Mk.I
- カーデン・ロイド試作軽戦車 Mk.VII
- ヴィッカース Mk.I-IV 軽戦車 - Mk.IVまでは2人乗りの、実質は豆戦車。
- ヴィッカース水陸両用戦車 - 軽量軽武装な水陸両用戦車も実質的には豆戦車と言える。
- ユニバーサル・キャリア（ブレンガン・キャリア）

 フランス
- サン・シャモン M21 装輪装軌併用式戦車 - 3トンという重量的には豆戦車と言える。
- ルノー UE
- ルノーAMR33 - 実質的には豆戦車と言える。

 ドイツ国
- 小型トラクター（クライネトラクトーア）
- I号戦車 -3トン級の車両として開発が始まり、ヴィッカース・アームストロング社から購入した軽トラクターを参考に、クルップ社とダイムラー・ベンツ社によって開発された。実質は2人乗りの豆戦車である。
- ボルクヴァルト

 イタリア王国
- L3
- C.V.29
- C.V.33
- C.V.35
- C.V.38
- アンサルド MIAS/MORAS - 1935年にアンサルド社が開発した一人用豆戦車（実質は機動防盾）。MIASは機関銃装備型、MORASは迫撃砲装備型。俗に人力とされるが、実際にはフレラ社製250ccガソリンエンジン（5 hp/3,000 rpm）を搭載している。6.5 mm機関銃 2挺（弾薬1000発）もしくはブリクシア45 ㎜迫撃砲（仰角72度～俯角-10度）1門（ブレダ社製M35 HE迫撃砲弾50発) 装備。装甲厚6-16 mm。最大速度 前進5 km/h、後進2.2 km/h。車体に床板は無く、背部は開放式だが背部装甲の追加も可能。試作車2両製造のみで不採用。
  - 第1次世界大戦期、いかにして機関銃と鉄条網で守られた敵の塹壕を突破するかの試行錯誤の一つとして、フランス陸軍が「ブークリエ・ルラント」（フランス語で「転がる盾」の意）という、中の人が押して動かす人力駆動の、車輪がついた一人用の防弾盾を試作している。分速40 mで進めたとされる。押すことによって前進はできたが、自力で後退はしにくいので、後ろから引っ張ってもらうためのワイヤーを付ける工夫がなされていた。1915（大正4）年に試作品の試験が行われたものの、審査員全員一致で不採用。
  - 日本陸軍も一人用の「試製銃鎧」（側面装甲が前方に展開する凝った仕組み）や「九三式転動防盾」（制式化され、制式初年度だけで、各師団や関東軍、兵学校に1～数個ずつ計114個も配備され、数年後には追加調達もされた）という類似兵器を開発しているが、これらは完全な人力である。

 ベルギー
- T-15軽戦車 - ベルギーが、ヴィッカース・アームストロング社の輸出用戦車である、「ヴィッカース＝カーデン・ロイド M1934 軽戦車」（Mk.III 軽戦車がベース)をベースに、オチキス 13.2mm重機関銃砲塔を搭載して、開発した軽戦車（実質は豆戦車）。重量3.8 t。42両が量産された。

 ソビエト連邦
ソビエト連邦は、1920年代後半に、カーデン・ロイド豆戦車の系統とは異なる、独自の豆戦車（超軽戦車）を開発していたことで知られている。しかし、巧くいかず、結局、輸入したカーデン・ロイド Mk.VI 豆戦車を参考に、T-27を開発・量産している。
- T-17
- T-20
- T-21
- T-22
- T-23
- T-25
- T-27
- T-33 - 軽量軽武装な水陸両用戦車も実質的には豆戦車と言える。
- T-37 - 軽量軽武装な水陸両用戦車も実質的には豆戦車と言える。
- T-38 - 軽量軽武装な水陸両用戦車も実質的には豆戦車と言える。
- PPG
- アントノフ A-40 - 軽量軽武装な空挺戦車も実質的には豆戦車と言える。

 アメリカ合衆国
- フォード3トン戦車
- カニンガム T-1 豆戦車 - 1928年にカニンガム社で開発された豆戦車。転輪は4つしかない。エンジンは42馬力、武装は7.62 mmの機銃のみだった。テストの結果、軽戦車より優れた点も無いためにこれ以上の進展はなかった。

 チェコスロバキア
- MU-2 - 1931年にシュコダ社が開発した砲塔付き豆戦車。7.92 mm機関銃 1挺装備。装甲厚5.5 mm。最大速度48 km/h。不採用。
- MU-4 - 1933年にシュコダ社が開発した無砲塔豆戦車。ZB26 7.92 mm 軽機関銃 2挺装備。装甲厚4 - 10 mm。最大速度40.2 km/h。競作でČKD社のvz.33豆戦車に敗れ、不採用。
  - T-32（Š-I-D） - ユーゴスラビア王国軍の要求に応えて、MU-4を基にシュコダ社によって1936年に開発された、無砲塔（固定戦闘室）型式の駆逐豆戦車。ユーゴスラビア軍での名称は「T-32」。Š-I-D - Šはシュコダ社製を表し、Iはローマ数字の1で最軽量車両カテゴリー(タンケッテ)を表し、Dは「dělový（大砲＝大口径砲搭載）」を表した。「A3J 37 mm対戦車砲」を装備。装甲厚5～22 mm。製造数8輌のみ（内4輌は非武装の純訓練用）。主に訓練・偵察に使用された。武装した4輌はベオグラードの南でドイツ軍と戦って破壊され、非武装の4輌はドイツ軍に鹵獲されて「Pz. Kpfw. 732(j)」の型式名を与えられて、訓練に使用された。なお、Š-I-dは1935年に開発された試作車（プロトタイプ）で、これの改良型（量産車）がŠ-I-Dである。Š-I-dは上部支持輪が3個、転輪が4個なのに対し、Š-I-Dは上部支持輪が4個、転輪が4個＋履帯のテンション調整用の転輪が1個と、車輪が追加されている。
- MU-6 - 1931年から1932年にかけてシュコダ社が開発した砲塔付き豆戦車（突撃砲）。全長3.84 m、全幅1.87 m、全高1.93 mという小型車体に、7.92 mm vz.26 重機関銃×3と、中戦車並みのシュコダ A2 47 mm 試作戦車砲装備の旋回砲塔を搭載。重量を3トンに抑えるため、装甲厚はわずか4-5.5 mmで、防御力がほぼ皆無なため、不採用。55 hp/2,700 rpmの水冷直列6気筒ガソリンエンジンを搭載。最大速度41 km/h。航続距離150 km。乗員4名。プロトタイプ1両のみ製造。
  - PUV-6 - 1933年から1934年にかけてシュコダ社が開発した対戦車・対空 豆自走砲。MU-6の派生車両。MU-6のシャーシに、7.92 mm vz.26 重機関銃×2と、全周旋回可能な、シュコダ 71口径4 cm Z-1 試作 対戦車・対空 両用砲（60発）を搭載。メーベルワーゲンのように、砲を囲む前面と側面の装甲板が倒れて、プラットフォームとなる。1934年11月7日の試験で、車体が小型軽量過ぎて、発砲時の砲身の揺動が大きく、命中率が悪かったので、不採用。全長3.82 m、全幅1.865 m、全高0.85 m、重量4.5トン。エンジンと出力はMU-6と同じ。乗員6名。プロトタイプ1両のみ製造。
- vz.33豆戦車 -1933年にシュコダ社のライバルであるČKD（チェーカーデー、チェコダ）社が開発し、制式採用された無砲塔豆戦車。
- AH-IV
  - R-1 - ČKD社が開発した豆戦車。AH-IVの改良型で、1938年にルーマニアに35輌が輸出された。ルーマニアではマラクサ工場で382輌をライセンス生産する計画であったが、1輌（R-1a)しか完成しなかった。
  - Strv. m/37 - ČKD社が開発した豆戦車。AH-IVの改良型。スウェーデン向け。

 大日本帝国
- 九二式重装甲車
- 九四式軽装甲車 TK - 装甲牽引車として開発されたが、旋回式の機関銃塔を持つ。
- 九七式軽装甲車 テケ - 九四式の後継車で、機関銃塔装備型と、37ミリ砲塔装備型の二種類が生産された。
- 特三号戦車 - 軽量軽武装な空挺戦車も実質的には豆戦車と言える。

 ポーランド
- TKS、TK-3